# Oligodendrocyt

Oligodendrocyter står för den elektriska isoleringen runt axoner på CNS-nervceller.

Oligodendrocyter är en typ av gliaceller som finns i det centrala nervsystemet, CNS. De är mindre än astrocyter och har färre och kortare utskott. Cellerna återfinns i såväl hjärnans som ryggmärgens grå och vita substans. Vid histologisk preparering för mikroskopering syns oftast bara kärnan som är rund och mörk. Den har sparsamt med cytoplasma. Cytoplasman är elektrontät på grund av ett välutvecklat endoplasmatiskt retikulum och många fria ribosomer.
Oligodendrocyterna sköter myeliniseringen på nervcellerna och axon i CNS vilka ökar aktionspotentialen.